# Landévant
Landévant (bret. Landevant) – miejscowość i gmina we Francji, w regionie Bretania, w departamencie Morbihan.
Według danych na rok 1990 gminę zamieszkiwały 2083 osoby, a gęstość zaludnienia wynosiła 93 osoby/km² (wśród 1269 gmin Bretanii Landévant plasuje się na 295. miejscu pod względem liczby ludności, natomiast pod względem powierzchni na miejscu 442.).